# مته

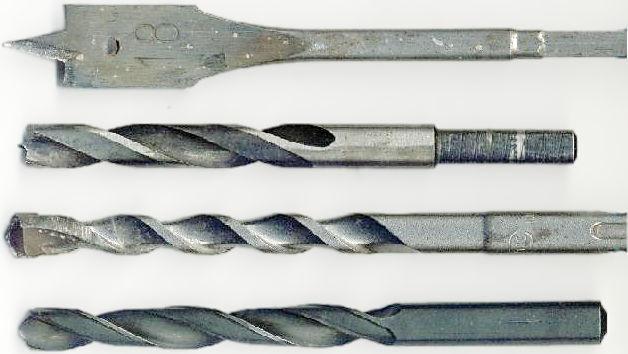
چند گونه مته

## مته
مته ابزاری بُرنده است که در حال چرخش باعث تخلیه براده و ایجاد سوراخ استوانه ای با رأس مخروط مانند در امتداد محور طولی پیشروی و به قطر ابزار می‌شود. عمل برش توسط ۲ لبه تیز برش، در نوک مته انجام می‌گیرد و براده از طریق یک شیار حلزونی سراسری خارج می‌شود.
مته‌ها هم از نظر ابعاد هندسی و هم جنس مواد سازنده و نیز دقت عمل، تنوع گسترده‌ای دارند.
چرخش مته می‌تواند؛ به کمک مکانیزمهای دستی یا مکانیزمهای موتوری، مانند دریل، صورت گیرد. مته‌ها از نظر اندازه و کاربرد نیز تفاوت فاحشی دارند. اما متأسفانه با تکیه بر زبان انگلیسی برای رفع نیازهای عملی، در زبان فارسی رشد تطبیقی زبان متوقف شده و همه انواع مته و حتی ماشین دریل و ماشینهای غولپیکر حفاری را مته می‌نامند دو نوع مته وجود دارد راست گرد چپ گرد مته‌های راست گرد برای کارهای آسان بکار می‌رود اما چپ گرد برای صنایع‌ فلز کاری است.

## مواد سازندهٔ مته
بسته به کاربرد از مواد مختلفی برای ساختن مته استفاده می‌شود.

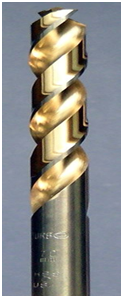
مته با روکش نیترید تیتانیم

### فولادها
- فولاد کم‌کربن:

فقط برای سوراخ‌کاری روی چوب استفاده می‌شود. این نوع مته دارای لبهٔ نگهدارنده نیست و نیاز به تیز کردن مداوم ندارد. کار کردن روی چوب‌های سخت می‌تواند طول عمر این مته را کاهش دهد. این نوع مته، در مقایسه با دیگر ابزارهایی که عمر طولانی‌تر دارند، قیمت زیادی دارد.
- فولادی با کربن زیاد:

از فولاد با درصد کربن بالا ساخته می‌شوند. این کار باعث بهبود بخشیدن پوسته فولادی مته می‌شود. این کار به علت دما دادن و سخت کاری روی آن اتفاق می‌افتد. از این مته‌ها می‌توان برای سوراخکاری روی چوب و فلزات استفاده کرد اگر چه این مته‌ها دارای ضریب خطا کم در مقابل دما در هنگام سوراخ کاری هستند اما دمای بیش از حد باعث خمیری شدن آن و در نتیجه نرم شدن لبه‌های برش می‌شود.
- فولاد سرعت بالا (High speed Steel):

نوعی از فولاد است که مقاومت بسیار زیادی در مقابله با تغییرات دمایی دارد. از آن‌ها می‌توان برای سوراخکاری روی فلزات، چوب سخت، و دیگر موادی که سرعت برش بالاتری نیاز دارند استفاده کرد. استفاده از آن‌ها تا حد زیادی جایگزین انواع دیگر مته شده‌است.
- فولاد آلیاژی کبالت (HSS cobalt):

نوعی از فولاد سرعت بالا و دارای مقدار زیادی کبالت در آن است. مزیت اصلی در بی‌اثر بودن دما بر آن‌ها در دماهای بالا است. به همین علت از آن‌ها برای سوراخکاری روی فولادهای ضدزنگ (استنلس استیل) استفاده می‌شود. بزرگ‌ترین مشکل فولاد آلیاژی کبالت در شکنندگی خیلی زیاد آن‌ها در برابر (HSS) است.

### سایر مواد
- کاربید تنگستن: کاربید تنگستن کاربیدهای و دیگر مواد بسیار سخت است که می‌تواند در تقریباً تمام مواد قطعه کار دریل در حالی که نگه داشتن لبه بیش از بیت‌های دیگر. با توجه به هزینه بالا و تردی خود، آن‌ها اغلب فقط در tipped ابزار، که در آن قطعات کوچک screwed brazed یا بر روی نوک بیت. با این حال، آن است که تبدیل شدن به رایج در مغازه‌ها کار برای استفاده از مته کاربید سخت، و در صنایع خاص، به ویژه مته PCD، آن را امری عادی است برای برخی از زمان بوده‌است.
- الماس چند لایه: بلور الماس چند لایه، (Poly crystalline Diamond) (PCD) یک از بسیار سخت است که مقاومت زیادی در برابر سایش دارد. این مواد از لایه‌های ریز الماس (کربن) تشکیل شده‌است. ضخامت این لایه‌ها معمولاً در حدود ۰٫۵ میلی‌متر (۰٫۰۱۹ اینچ) است. این لایه‌ها در درون پوششی از ماده خاکستری از جنس کاربید تنگستن قرار دارند. مته‌های ساخته شده از این مواد با یکی از دو روش زیر بدست می‌آیند. در روش اول این مواد (PCD) را با لحیم‌های ریز به دور قطعه کار در لبه‌های برش ثابت می‌کنند. در روش دوم این مواد (PCD) را در حالت مذاب به صورت رگه‌هایی در درون کاربید تنگستن در یک نوک قرار می‌دهند. بعد از این کار می‌توان این نوک را با لحیم کاری به یک شفت از جنس کاربید متصل کرد و از این مجموعه کارها می‌توان یک ابزار مرکب داشت که دارای کمترین شکست در دور آن است.

از مته‌های (PCD) معمولاً در صنعت ماشین‌سازی، صنعت هوا فضا، و دیگر صنایعی که احتیاج به سوراخکاری روی آلیاژهای ساینده مثل آلومینیوم، فیبرهای کربن، بتن مصلح، پلاستیک‌ها و دیگر مواد ساینده استفاده کرد. این مته‌ها همچنین در کارهایی که دیگر ابزارها و موادی که مضر می‌باشند باعث افزایش سوددهی می‌شوند.

### پوشش‌ها
- اکسید سیاه: یکی از پوشش‌های گران‌قیمت است. پوشش اکسی سیاه مقاومت بالایی در برابر حرارت و چربی و مقاومت خوبی در برابر خوردگی دارد. در نتیجه استفاده از این ماده مته‌ها عمر طولانی تری نسبت به مته‌های سرعت بالای فولادی (High speed Steel) دارند.
- نیترید تیتانیوم: یکی از سرامیک‌های بسیار سخت است و هنگامی که به عنوان پوشش برای مته‌های سرعت بالا فولادی (High speed Steel) به کار رود (معمولاً مته‌های دولبه) میتوند عمر برش کاری آن‌ها را ۳ بار و بیشتر افزایش دهد. نمی‌توان یک مته نیترید تیتانیوم را به خوبی تیز کرد؛ زیرا لبه‌های جدید دارای پوشش نیستند و نمی‌توانند در هنگام کار پوشش مناسب را داشته باشد.
- نیترید آلیاژ آلومینیوم-تیتانیوم: یکی دیگر از پوششهایی است که به‌طور معمول از آن استفاده می‌شود. این ماده مزیت بسیار بالایی نسبت به نیترید تیتانیوم دارد و می‌تواند عمر کارکرد مته را ۵ بار و بیشتر افزایش دهد.
- نیترید آلیاژ کربن و تیتانیم: یکی از دیگر موادی است که برای پوشش کاری استفاده می‌شود و مزیت‌های بیشتری نسبت به نیترید تیتانیوم دارد.
- پودر کربن: اغلب برای مواد ساینده استفاده می‌شود از این ماده برای برش موادی از قبیل کاشی، سنگ و مواد خیلی سخت استفاده می‌شود. برای از بین بردن اکثر دمای تولیدشده توسط مته در هنگام کار از آب برای خنک کردن مته و جلوگیری از خراب شدن آن استفاده می‌شود.
- نیترید زیرکونیوم: یکی از موادی است که برای پوشش مته‌ها برای برخی ابزارهای صنعتی به کار می‌رود.

## دسته‌بندی از نظر هندسی

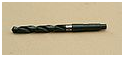
مته با ساختار مخروطی

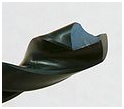
مته با نوک معمولی

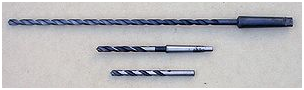
مته ۳۲/۱۱ اینچ (۸ میلی‌متری) بلند سری مورس

- گردش حلزونی یا نرخ پیچ خوردگی در مته؛ که کنترل مقدار براده برداری در مته را بر عهده دارد. مته با شکل حلزونی تند (زیاد) در ماشین تراش با سرعت پایین با بازخورد کاربردی بالا، هنگامی استفاده می‌شود که؛ براده برداری در حجم زیاد لازم باشد. مته با شکل حلزونی کم در مصارفی کاربرد دارد که برش با سرعت بالا متناوباً استفاده می‌شود، و جاهایی که مواد از خود تمایل به ساییدگی مته یا به‌طور دیگر مسدود کردن سوراخ را دارند، مانند آلومینیوم و مس.
- زاویه نقطه‌ای زاویه شکل نوک مته است، که با موادی که مته باید روی آن‌ها کار کند متغیر و تعیین می‌شود. مواد سخت نیاز به زاویه زیادی دارندو مواد نرمتر نیاز به زاویه تند دارند. انتخاب زاویه صحیح برای سختی مواد مختلف احتیاج به کنتر عواملی از قبیل نوع گردش، نوع تصادم، شکل سوراخ، دامنه تحت پوشش و دیگر عوامل دارد.
- زاویه لبه که مشخص‌کننده میزان پوشش دادن لبه‌های برش است. یک زاویه بزرگتر به دلیل برش بیشتر به فشار نقطه‌ای که از طرف دریل به مته وارد می‌شود نسبت به مته با زاویه کوچکتر دارای پیشروی بیشتری است. هر دو حالت به دلیل دور پیچی، فرسوده شدن، و دیگر احتمالات باعث خرابی زیاد در ابزار شود. مقدار مناسب لبه مجاز توسط زاویه نقطه‌ای مشخص می‌شود.

یک زاویه نقطه ایی خیلی حاد دارای بیشترین براده برداری در هنگام کار و در هر زمانی، نیازمند یک زاویه لبه خورنده است که یک مته تخت با خورندگی بسیار بالا و مقاوم بسیار بالا در برابر تغییرات در لبه برش است این نوع مته پشتیبانی بسیار بالایی از لبه‌ها در هنگام برش بر روی سطح در هنگام سوراخکاری دارد. در بیشتر مکان‌ها، فروشندگان برای توضیح در مورد دریل از سایز مته‌های قابل استفاده در آن استفاده می‌کنند. مته‌ها بر اساس اندازه قطر ساخته و در بازار پیدا می‌شوند. در اغلب موارد مصرف‌کننده‌ها از مته‌هایی با راستای مستقیم استفاده می‌کنند. برای کارهای سنگین در صنعت در برخی موارد از مته‌های مخروطی استفاده می‌شود.
مته‌های سری بلند همان مته‌های معمولی با طول ساق بلند می‌باشند. آن‌ها ابزارهای خیلی خوب برای ایجاد سوراخ‌های عمیق نیستند. به‌طوری‌که برای خارج کردن براده‌ها و گیر نکردن احتمالی مته درون سوراخ باید مکرراً مته را به جلو و عقب حرکت داد. برای ایجاد سوراخ‌های عمیق مته‌های تفنگی بسیار مناسب هستند.

### مته متمرکز و مته نقطه ایی (مته مرغک)

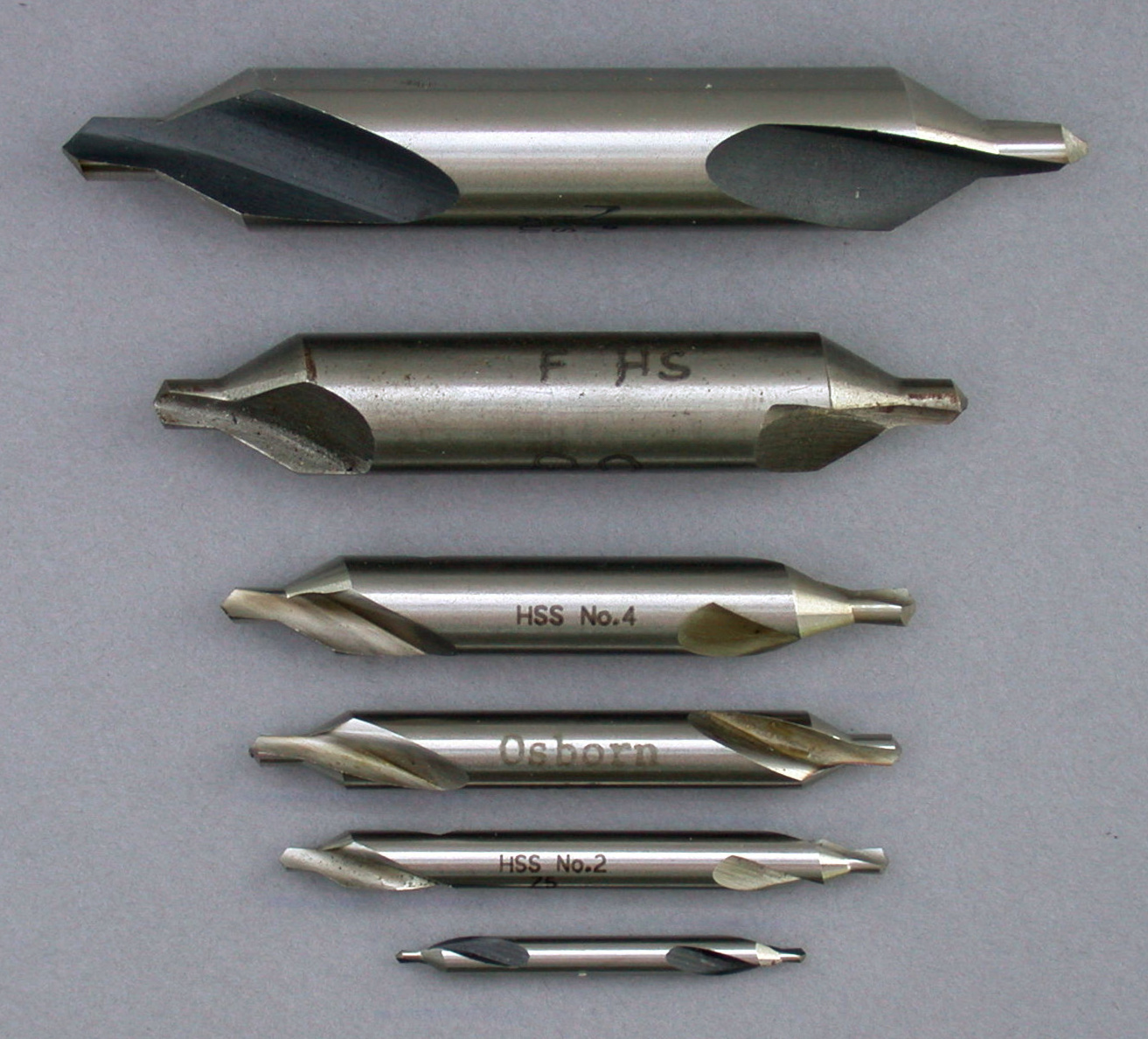
مته متمرکز (مته مرغک) از شماره ۱ تا ۶

## مته‌های فلز

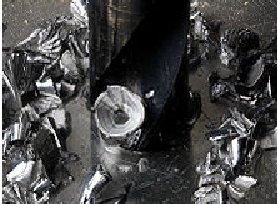
متهٔ فولادیِ دولبه با سرعت بالا درحال سوراخ‌کاری آلومینیم، با روان‌کار حاوی الکل

### متهٔ دولبه
امروزه متهٔ دولبه در تعداد بسیار زیاد، جهت استفاده برای سوراخ‌کاری درون فلزات، پلاستیک، و چوب تولید می‌شود.
مته توسط شخصی به نام «استیون ای مورس» در شهر «اِست بریج واتر» در ایالت «ماساچوست» در سال ۱۹۶۱ اختراع شد. او گواهی ثبت اختراع خود در آمریکا به شماره ۳۸۱۱۹ را در سال ۱۸۶۳ گرفت. مته‌های اولیه با دو شیار برنده در دو طرف میله ساخته می‌شدند، سپس دو شیار به صورت مارپیچی ساخته شدند. اسم این ابزار از شکل آن گرفته شده‌است. امروزه معمولاً مته‌ها از گردش میله و حرکت ان از جلو ماشین سنگ زنی و برش شیارها، یا به روش یرش حلزونی ساخته می‌شوند.
مته‌ها از آن جمله ابزارهایی است که معمولاً بر حسب دامنه قطری که در سوراخکاری پوشش می‌دهند از۱/۰ تا ۱۰۰میلیمتر ساخته می‌شوند. (۰۰۲۰/۰تا ۹/۳ اینچ). از نظر طولی نیز تا حدود ۱٬۰۰۰ میلی‌متر (۳۹اینچ) برای کار با دستگاهای دستی قابل استفاده هستند.
از نظر هندسی و تیزی لبه‌های برش بسیار سخت هستند تا بازدهی مناسبی به مته بدهند. استفاده کنند گان اغلب مته‌های کوچک، کند را دور می‌اندازند، و آن را با مته نو تعویض می‌کنند؛ زیرا آن‌ها ارزان و تیز هستند و درست کردن آن‌ها مشکل است. برای مته‌های بزرگ، ابزار تیز کن خاصی وجود دارد. یک ابزار خاص برای تیز کردن یا دوباره تیز کردن محل‌های برنده روی مته برای بهینه کردن کار مته برای سوراخکاری در مواد سخت و خاص وجود دارد.
سازندگان می‌توانند انواع خاص از مته‌ها را بسازند، با تنوع در شکل هندسی و در مواد سازنده، مناسب برای ماشین کاری سخت و برش‌کاری فلزات سخت. مته‌های دولبه مناسب هستند از بین انتخاب‌های گسترده در ابزارهای کار روی مواد. هر چند برای استفاده‌کنندگان صنعتی برای کار روی فولاد استفاده از مته‌های تند بر مرسوم است.
اغلب مته‌های دولبه (که به صورت تک‌فروشی در ابزارفروشی‌ها) موجود است، دارای نوکی با زاویهٔ ۱۱۸ درجه هستند. این زاویه‌ای مناسب برای بسیاری از کارها است، و به همین سبب هنگام کار نیروی کاربر باعث منحرف شدن آن درون سوراخ نمی‌شود. زاویه تند تر (تیز تر)، مانند ۹۰درجه، مناسب هستند برای بسیاری از پلاستیک‌های نرم و دیگر مواد. به‌طور کلی مته باید خود شروع‌کننده و برش دهنده بسیار سریعی باشد. زاویه کند، مانند ۱۵۰ درجه، مناسب برای سوراخکاری فلزات و دیگر مواد سخت است. این نوع مته نیاز به یک نقطه شروع کار دارند. اما نباید حرکت نابهنگام و غیر مناسبی در حال کار داشته باشند.
مته‌هایی که زاویه نوک ندارند قابل استفاده برای محل‌های که بن‌بست، سوراخهی ته ساف هستند. این‌ها مته‌هایی بسیار حساس در زاویه لبه هستند و حتی تغییر جزعی در سرعت نامناسب می‌تواند باعث تغییر نتیجه کار و فرسوده شدن زود هنگام مته شود.

### مته‌های متمرکز
در کار روی فلز برای ایجاد یک سوراخ برای شروع سوراخ کاری با مته‌های بزرگتر و همچنین ایجاد یک حالت مخروطی کنگره‌دار در پایان قطعه کار برای جاهایی که لازم است از ماشین تراش استفاده شود به کار می‌رود. در هر کدام از این حالتها از بر حسب کار از یک اسم برای آن استفاده می‌شود. این مته هر یکی از دو کار سوراخ کاری یا ایجاد حالت مخروطی برای مرکز تراش را انجام می‌دهد. هر چند هدف از ساخت مته‌های متمرکز برای کارهای کوچک است در صورتی که برای کار روی یک شابلن بهترین کار استفاده از مته‌های نقطه‌ای است (توضیحات بیشتر بالا داده شده). با این وجود برای اینکه هر اصطلاح رفت‌وآمد زیاد و بزرگی با هم در واژه‌نامه‌های فنی با هم به کار برده می‌شوند فروشندگان مته‌های متمرکز را به عنوان مته دو کاره سوراخ کن و پخ زن بشناسند که معنی واضحی برای ساخت آن است.

### مته‌های مرکز تراش
برای ایجاد سوراخ مخروطی بین دو مرکز برای شروع پروسه ساخت (ماشین تراش‌های معمولی یا ماشین سنگ زنی استوانه‌ای) استفاده می‌شود. در کل از آن‌ها برای آماده کردن محل کار برای (ایجاد، از بین بردن، سوار کردن) مرکز قطعه کار بر روی محور مختصات استفاده می‌شود. قطعه کار ماشین کاری شده در این قسمت می‌تواند به‌طور ایمن و دست نخورده برای قسمت‌های بعدی که شاید کار بر روی این قطعه انجام دهند آماده می‌شود از جمله دستگاه‌های بعدی دستگاه تراش یا دستگاه سنگ زنی می‌باشند.

### مته‌های سنتی
در هنگام شروع کار به علت مشخص نبودن مرکز سوراخ جلوگیری از سرخوردن مته ممکن نبود. برگرداندن مته‌هایی که از مسیر حرکت خود خارج شده‌اند به مرکز کار بسیار مشکل است. یک مته متمرکز در هنگام شروع کار یک سوراخ کوچک ایجاد می‌کند؛ بنابراین از سر خوردن مته در شروع کار جلوگیری می‌کند.
مطالب بالا برای مرود استفاده مشترک برای همه مته‌های متمرکز می‌باشد؛ و این از لحاظ فنی غلط می‌باشد و نباید در کارهای بار وش استاندارد استفاده شود. روش صحیح برای شروع یک سوراخ کاری سنتی (سوراخ کاری با یک مته فولادی دور بالا HSS) استفاده از یک مته نقطه‌ای است. زاویه نوک مته باید یکنواخت یا بزرگتر از مته‌های معمولی باشد به‌طوری‌که مته هنگامی که بدون هیچ فشاری به لبه‌های مته شروع به کار می‌کند این امر باعث کم شدن پارامترهای مته و در نتیجه کم شدن کیفیت سوراخ نشود.

### مته‌های کاربید جامد
برای شروع کار احتیاج به مته متمرکز یا مته نقطه‌ای ندارند. آن‌ها طراحی خاصی برای ایجاد نقطه شروع اولیه دارند. معمولاً مته‌های نقطه‌ای به دلیل استفاده از کاربید در ساختار آن‌ها دارای ضریب شکست خاصی می‌باشند کا این امر در مسلماً در کم کردن کیفیت سوراخ اثر می‌گذارد. به فرض اگر بعد از سوراخ کاری احتیاج به پخ زدن سوراخ بود می‌توان از یک مته متمرکز یا مرکز دار استفاده کرد این کار بهترین کار بعد از ایجاد سوراخ است.
کاربیدها یکی از سخت‌ترین مواد روی کره زمین هستند. در واقع، برخی از کاربیدها با سخت‌ترین ماده شناخته شده توسط بشر، یعنی الماس رقابت می‌کنند. هنگامی که کربن با فلز ترکیب می‌شود، کاربید تشکیل می‌گردد. با این حال، کاربید بسیار گران است. در نتیجه، ساختن یک قطعه کامل از این ماده مقرون به صرفه نخواهد بود.

### مته‌های متمرکز
در هنگام کار با دریل‌های دستی به راحتی هر چه تمامتر رو اکثر قطعات کار سر می‌خورد. به همین منظور از یک سنبه برای مشخص کردن محل مرکز سوراخکاری استفاده می‌شود. با این وجود مته متمرکز برای کار روی قطعاتی که خیلی سخت نیستند در جای ثابت از مته نقطه‌ای بهتر است. مخصوصاً برای فلزات نرم مثل آلومینیوم و آلیاژهای آن.
استفاده از مته‌های ریز باعث بعل خواص مکانیکی ضعف در اغلب موارد همراه با شکستن مته است به همین دلیل به خاطر صرفه اقتصادی و عملی در هنگام کار از مته‌های دو سر استفاده می‌شود.

### مته نمونه بردار
یک مته نمونه بردار (طبق شکل) برای بزرگ کردن سوراخی که از قبل ایجاد شده‌استفاده می‌شود. سوراخ ایجاد شده ممکنه در اثر سوراخ کاری یا منگنه کاری درون چدن باشد.
اسم این مته ممکن است تا حدی با دیگر مته‌ها اشتباه گرفته شود.
مته الماسه نمونه بردار یک برش با هسته استوانه‌ای ایجاد می‌کند. برش آن به صورت حلقوی درون سطح کار می‌باشد.
به این علت به آن مته نمونه بردار می‌گویند که اولین بار استفاده از آن برای خارج کردن مواد درون یک قطعه برای نمونه‌گیری در یک کارخانه ریخته‌گری بود. از این مته برای ایجاد سوراخ درون قالب ریخته‌گری شده برای خارج کردن مواد زائد استفاده می‌شود. این مته در آن دما جامد است.
مته نمونه بردار از نظر کار شبیه به قلاویز عمل می‌کند. با این تفاوت که شیار برشی ایجاد نمی‌کند یا به عبارتی خود به خود شروع به ایجاد سوراخ می‌کند. مته نمونه بردار با ۳ یا ۴ شیار برای بزرگ کردن نهایی یک سوراخ یا مطمئن شدن از صاف شدن جای مته کاری بکار می‌رود.
مته نمونه بردار از نظر مقدار براده برداری با قلاویز متفاوت است. قلاویز فقط منوط به اندازه آن سوراخ را بزرگ می‌کند که این اندازه ممکنه از ۰٫۱ تا شاید ۱ میلی‌متر باشد؛ ولی یک مته نمونه بردار برای بزرگ کردن قطر سوراخ تا دو برابر استفاده می‌شود.
استفاده از مته‌های دوشیارهٔ دولبه برای بزرگ کردن یک سوراخ درون یک هستهٔ یک قطعهٔ چدنی نتیجهٔ قابل قبولی به همراه نخواهد داشت. در نتیجهٔ این کار ممکن است مته از مرکز سوراخ خارج شود و کار را نامرغوب سازد. متهٔ دولبه به دلیل گرایش به قاپیدن هر گونه برآمدگی سطحی (مثل یک فلیصه) ممکن است در تولید اتفاق بیفتد و قطعه کار را خراب کند.

### مته چپ‌گرد
مته‌های چپ‌گرد اغلب به صورت دولبه ساخته می‌شوند. این مته‌ها برای تکرار مهندسی صنعتی در روی ماشین‌های پیچ یا سوراخ‌کاری‌های اصلی به کار می‌رود. مته‌های چپ کرد به دستگاه این اجازه را می‌دهد که هرز گرد ماشین تراش در جاهایی که به دلیل طراحی خاص قطعه نمی‌تواند درست کار کند برای ایجاد بهره‌وری بیشتر از این مته استفاده کند. با استفاده روزافزون و هر چه بیشتر از ماشین‌های همه‌کاره CNC استفاده از این مته کم شد تا جایی که در موارد خاص که نمی‌توان از دیگر ماشین‌ها استفاده کرد از این مته استفاده می‌شود.
همچنین از این مته‌ها برای از بین بردن اثر دنده پیچ‌های راستگرد استفاده می‌شود. از آنجایی که گردش مته همانند جهتی است که پیچها بسته می‌شوند استفاده از این مته برای از بین بردن رزوه پیچها، به جهت از بین بردن فلیصه‌های رزوه بسیار موفقیت‌آمیز خواهد بود.

### مته خزینه زنی
مته‌هایی هستند که با قطری بیشتر از قطر سوراخ ایجاد شده از قبل تعیین می‌گردند و برای ایجاد پخ در لبه سوراخ‌ها استفاده می‌شوند و همچنین این مته‌ها دارای زاویه‌های متفاوتی مانند ۶۰ درجه و ۹۰ درجه و غیره می‌باشند که با توجه به نوع نیاز کاربر انتخاب می‌گردند

## مته‌های شاخص
مته‌های شاخص اصولاً در دستگاه‌های CNC و دیگر دستگاه‌های دقیق تجهیزات تولیدی استفاده می‌شود. ارزش این گونه از مته‌ها به مراتب زیاد است به‌طوری‌که با زیاد شدن قطر و طول، ارزش آن‌ها نیز بالا می‌رود. جنس آن‌ها شبیه به شاخص‌های ماشین تراش یا تیغه‌های آن است.
آن‌ها را از کاربیدهای قابل تعویض همانند HSS یا سرامیک برای سبک کردن آن یا سنگ زنی مناسب لبه‌ها می‌سازند. یکی از این‌ها مناسب برای شعاع لبه‌های بیرونی برش و دیگری برای شعاع درونی می‌باشد. این ابزار کمترین اثر را روی نقاط شکستگی و دفرمه دارد. پوشش‌ها و سخت کاری‌های انجام شده مختلفی که روی این نوع مته انجام می‌شود باعث افزایش طول عمر مته در فشار و شرایط کاری سخت می‌شود. آن‌ها همچنین در انواع مختلفی وجود دارند مثل: مته با شیار مستقیم، مته با مارپیچ تند، مته چند شیاره، و انواع گو ناگون با اشکال هندسی متفاوت.
معمولاً از این نوع مته‌ها برای سوراخ‌هایی با عمق کمتر از ۵ برابر قطر مته استفاده می‌کنند. آن‌ها دارای براده برداری زیاد محوری وبرش خیلی سریع هستند.

### بیل مته
بیل مته‌ها اغلب ازدو بخش تشکیل می‌شوند :نوکی که برش می‌دهد و (پلیسه‌ها) را خارج می‌کند و بیشتر از جنس استیل‌هایی ساخته می‌شوند که مخصوص دوران بالا هستند. این نوع مته‌ها دارای مسیرهای خنک‌کننده‌اند که بر روی بدنه آن قرار دارد. زمانی که نوک تراشنده (الماس) مشغول انجام سوراخ کاری است (یعنی می‌تراشد و پلیسه‌ها را بیرون می‌دهد) مته شرایط مساعد جهت یک سوراخکاری مطلوب را دارد. همچنین می‌تواند برای سوراخ کاری پله‌ای مورد استفاده قرار گیرد.

بیل مته‌ها قادرند سوراخ‌هایی تا عمق ۱۰برابر ضخامت خود را ایجاد کنند. محدوده سوراخکاری این نوع مته‌ها " ۳تا "۳/۴می‌باشد.

### مته دورانی
مته دورانی که معمولاً BTA (گشتاوری) نامیده می‌شود مته‌ای است که با ایجاد سوراخ حلقه‌ای هسته مرکزی را ایجاد می‌کند. این نوع مته حداقل چند برابر کاربید (ترکیبی از کربن و چند فلز دیگر) بیشتر از حد معمول درون خود جای داده از طرف دیگر آب برای سرد کردن و بیرون ریختن تراشه‌ها مورد استفاده قرار می‌گیرد. مته‌های دورانی اغلب برای تراش دادن قطعه زیاد عمق سوراخ‌ها مورد استفاده قرار می‌گیرد. ضخامت عمده این مته‌ها از۶تا ۱۴ و عمق سوراخ می‌تواند بین ۱۲تا ۷۱ فوت باشد.

### مته پس زن
این نوع مته بیشتر برای سوراخ کاری در عمق متوسط تا وسیع استفاده می‌شود(۳ تا۳/۴). یک مته پس زن جهت تراش دادن طرح‌های خاص نقطه‌ای استفاده عمده دارد. ساختار بدنه مته به صورت دو مجرای تو در تو می‌باشد. آب در بین این دو مجرا به حرکت در می‌آید و در نهایت تراشه‌ها به بیرون رانده می‌شوند.

### مته ترکیبی
این مته ضخامتی مضاعف دارد که برای بر طرف کردن نا همواری‌ها و سوراخ‌های چند بعدی مناسب است.

## مته‌های چوب

### مته لبه ساب

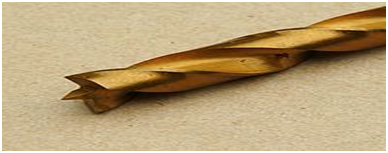
این مته‌ها دارای مار پیچ‌های گوناگونی هستند. وجهت امور کار با چوب بهینه‌سازی شده‌اند. این نوع مته را با نام brad point و dowelling نیز نامیده می‌شوند.

مطابق بر قاعده مارپیچ سر مته منحرف می‌شود (زمانی که سطح کار صاف باشد سر مته نمی‌تواند سوراخ را انجام دهد؛ زیرا مرتباً منحرف می‌شود) برای قطعات فلزی این شرایط تغییر می‌کند زیرا مته دارای راهنما است. در مواردی که چوب به کار رفته راه حل دیگری وجود دارد که لبه چوب (قسمت نری) استفاده می‌شود. در مرکز سر مته الماس‌های تیز کربن دار به کار نرفته اما یک محرک قوی با نوک تیز و چهار زاویه برای تراش چوب به کار رفته‌است. نوک تیز محرک نیرو به درون چوب سخت فشرده می‌شود که سر مته در مسیر خود باقی بماند.
فلزات دارای خواص برابر از هر سو می‌باشند و مارپیچ‌های سر مته به خوبی لبه‌های حفره را بر طرف می‌کند. چوبی که از این سر تا آن سر سوراخ شده دارای مجراهای بلندی می‌باشد. این مجراهای بلند به سوی بیرون سوراخ کشیده می‌شود که هنگام کار برش نسبتاً خوبی را ایجاد می‌کند. لبه‌ها و مارپیچ‌های مته دارای زاویه‌های خارجی برای هدایت کردن سوراخ می‌باشد؛ بنابراین سر مته پیرامون سوراخ را تراش می‌دهد قبل از اینکه قسمت‌های درون لبه‌های سوراخ سطح اصلی خود را از دست دهند با تراش دادن سطح در مرتبه اول احتمال زیادی وجود دارد که لبه‌های سوراخ به صافی تراشیده شود (و نیازی به دوباره کاری نباشد).

لبه و مارپیچ‌های محرک مته بر روی پلاستیک سخت نیز اثر می‌کند. مته‌های مارپیچ دار مرسوم (که در دریل‌های دستی استفاده می‌شوند) جایی که محور اصلی سوراخ در سراسر قطعه سوراخ نمی‌شود باعث یکسری لرزش‌های خفیف در مته می‌شود که به سایش سرتاسر لبه سوراخ منجر می‌شود.
در فلزات این مته‌ها می‌توانند ورق‌های سخت و نازک را سوراخ کنند. شکل هندسی مته‌ها جهت بالا بردن سرعت سوراخ‌کاری می‌باشد. دلایلی مانند نبود زاویه مناسب یا لبه پهن نمی‌تواند نقطه تراش داده شده به وسیله مته را متحمل شود. این بدان معناست که این نوع مته در فلزها می‌توانند ضخامت قطعه را به اندازه کافی کاهش دهند. آن‌ها همین‌طور می‌توانند یک سری سوراخ سرتاسری در پس زمینه کار با یک شکل هندسی فراهم کنند. این نوع مته‌های تراشه‌ای جهت سوراخکاری به ضخامت ۳ میلی‌متر ("۱/۸) تا ۱۶میلیمتر(" ۵/۸) می‌باشند.

### مته قاشقی
این نوع مته از یک میله شیاردار با نوکی به شکل گودی قاشق و تیغه‌هایی در لبه انتهایی تشکیل می‌شود. نوع معمولی این مته شبیه تیغه مغار است که به یک نوک جزئی منتهی می‌شود. این نوع مته برای سوراخکاری بسیار مفید است چرا که دارای نوک علامت‌گذاری است و کمک می‌کند تا مته منحرف نشود. این سر مته‌ها در صنعت صندلی‌سازی برای سوراخکاری نواره‌ها در محل استقرار دسته‌های صندلی استفاده زیادی دارد. پیشینه (تاریخچه) ساخت این نوع مته به زمان فرمانروایی رم باستان بازمی‌گردد. نخستین نوع این مته در حفاری‌های باستان شناسان در منطقه VIKING (جنگجوی اسکاندیناوی) یافت شد. نوع پیشرفته این مته از کربن استیل سخت و بدنه فولادی (حرارت دیده و سخت شده- آب دیده) و نهایتاً لبه تیز ساخته شده. مته قاشقی معمولاً با یک نوع پشت بند فشار قوی مورد استفاده قرار می‌گیرد. آن‌ها هرگز در دریل‌های برقی کاربرد ندارند. توانایی تنظیم زاویه سوراخ از مهم‌ترین مزیت این مته‌ها به‌شمار می‌رود. این مزیت در صنعت ساخت صندلی اهمیت مهمی دارد. چرا که که زاویه تمامی سوراخ‌ها از محور دید چشم خارج است. مزیت دیگر این مته نداشتن پیچ راهنما است. در نتیجه سوراخ‌کاری‌ها ظرافت بیشتری در پایه‌ها و شکل زیبا در ساخت صندلی به همراه دارد. هنگامی که مته در حال سوراخ کردن سر تا سر قطعه است (سوراخی که از یک طرف قطعه شروع و به طرف دیگر ختم می‌شود) مته قاشقی مندرج درون سوراخ است. با یک میله نجاری در مسیر عقربه‌های ساعت می‌چرخد تا زمانی که به حد مطلوب برسد. زمانی که سوراخ داخلی درون چوب زده می‌شود تیغه مته‌ها باید در جهت عمودی شروع به چرخش کنند. بعد از اولین دوران ایجاد شده سر مته‌ها شروع به تراشیدن چوب می‌کنند. زاویه قطر داخلی سوراخ می‌تواند به وسیله شیب دادن میله مته تغییر کند و از حالت عمودی اولیه خارج شود. به این طریق حفره‌ها می‌توانند در هر نوع چوب به دقت و خیلی سریع تراشیده و همواره (پلیسه‌گیری) شوند.

اصولاً خطوط موازی در این نوع مته قطر داخلی سوراخ‌هایی است که درون قسمت نشیمن صندلی دارای پشت منحنی (Windsor chair) برای نگه داشتن میله‌های پشت سر (یا کمر) استفاده می‌شود. لبه‌های داخلی این نوع مته معمولاً با سنگ‌های خاصی به نام(slip ston) تیز می‌شوند اما لبه‌های خارجی به هیچ وجه نباید لمس (تیز) شوند.

### متهٔ جالولازن

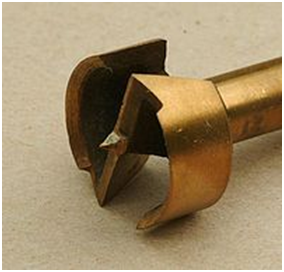
متهٔ جالولازن

این نوع مته Forstner Flang Bit یا webfoot Augers نیز نامیده می‌شود. بعد از آنکه مخترع آن، بنجامین فورستر، آن را طراحی کرد جهت سوراخ‌کاری‌های تخت Flat – Botto در جهت‌های مختلف روی بدنهٔ چوب مورد استفاده قرار گرفت. آن‌ها می‌توانند لبه کار را تراش دهند و همچنین قسمتی از کار که روی هم افتاده (Over lapping) را هم سطح سوراخ کنند. به واسطه تخت بودن کف حفره آن‌ها برای سوراخ کاری سر تا سر چوب‌ها روکش دار قبل از چسباندن صفحات نازک چوب (خاتم کاری) بسیار مناسب‌اند. این مته نیاز به نیروی زیاد جهت سوراخ کردن مواد دارد همچنین به‌طور معمول در دریل‌های فشاری مورد استفاده قرار می‌گیرد (دریلهایی که به صورت ثابت روی گیره بسته می‌شوند فقط حرکت بالا و پایین را دارد) بر خلاف بیشتر مته‌های موجود این مته‌ها را نمی‌توان با دریل‌های دستی استفاده کرد.

تیغه مته (الماس) دارای نوک مرکزی است که در مدت تراش کمک می‌کند تا مته منحرف نشود. تراش دهنده پیرامون بافت چوب لبه‌ها و قطر داخلی را برش می‌دهد همچنین کمک می‌کند که چوب با دقت و بدون انحراف تراشیده (یا سوراخ) شود. عکس‌های نمایش‌داده‌شده دارای دو لبهٔ تراش در بالای لولهٔ استوانه‌ای‌اند. این نوع مته بسیار سریع عمل می‌کند، ولی سوراخ‌های نامسطح و دارای ناهمواری‌های بسیار از خود جا می‌گذارند.

این مته دارای لبه‌های محوری برند برای صاف کردن مواد زیر حفره می‌باشد. مته‌های درون تصویر دارای دو لبه محوری می‌باشند. اما طرح‌های دیگر ممکن است بیش از دو لبه داشته باشد. این نوع مته‌ها دارای سازوکارِ پاک کردن پلیسه‌های درون سوراخ هستند. مته‌های یادشده معمولاً در سایزهای «۱۶/۵» ۸ میلی‌متر تا «۲» ۵۰ میلی‌متر موجودند. در ابتدا این مته در کارخانجات اسلحه‌سازی موفقیت چشمگیری کسب کرد، چراکه هر دو کار سوراخ‌کاری و صاف کردن سطح سوراخ (پرداخت‌کاری) را هم‌زمان انجام می‌دهد.

### متهٔ ابزار زدن (پله‌ای)
این نوع مته یک مخروط ناهموار با یک مقطع عرضی – عمودی است و وظیفه آن از این قرار است که می‌تواند به تنهایی مورد استفاده جهت سوراخ‌کاری زاویهٔ پهنای حفره قرار گیرد. برخی از مته‌ها مرکز گرا هستند و به شکل خودکار عمل می‌کند. سایز بزرگ این مته دارای لبهٔ ضخیمی است و برای گشاد کردن سوراخ‌ها استفاده می‌شود. این نوع مته در دو نوع سایز کسری (اینچ) و متریک (میلی‌متر) موجود می‌باشد. این نوع مته بیشتر در ساختمان‌سازی و لوله‌کشی مورد استفاده قرار می‌گیرد. این مته می‌تواند سر تا سر محدوده حفره را یک دست سوراخ کند و به سرعت نصب سیستم تأسیسات (لوله‌کشی) کمک شایان ذکری کند. این نوع مته معمولاً در مواد سخت از قبیل تخته‌های چند لا (ply wood) تخته نئوپان(particle board) لمینت و… استفاده می‌شود. همچنین می‌تواند جهت سوراخکاری ورق‌های نازک فلز نیز قرار گیرد. اما فلزات باعث کند شدن سریع تر از موعد مته شوند. در این (گشاد کردن سوراخ در فلزات) یک سوهان فلزی گرد کارایی خیلی بیشتر وبهتری دارد. کار دیگر این مته گشاد کردن حفره‌ها است که موجب افزایش سایز پله داخل سوراخ می‌شود. لبه‌های تیغ مته برآمدگی‌های سطح و مسیر را هموار می‌کند اگر چه در سرتاسر شیارها پلیسه‌های کمی بیرون می‌ریزد که می‌تواند سبب ایجاد ناهمواری در سطح خارجی سوراخ شود و بیشتر از آن باعث ایجاد انحراف در سرعت بالا می‌شود.

این مته‌ها در سال ۱۹۷۱ میلادی توسط هَری سی. اوکس (Harry C. Oakes) در نیویورک اختراع شد و در تاریخ ۱۱ سپتامبر ۱۹۷۳ پَته (گواهی‌نامه‌ی) U.S.Patent.3758 دریافت کرد و در شرکت تولیدات صنعت یترسون به تولید انبوه رسید.

### متهٔ مرکزگرا

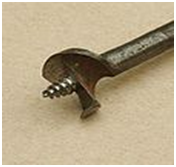
مته

این نوع مته کارایی چشمگیر صنعت سوراخ‌کاری چوب را به خود اختصاص داده‌است و طرح‌های فراوانی نیز در دست تولید است. مرکز این مته شیاری است با نوک باریکِ تیز. این مارپیچ‌ها درون چوب را به طرف خود می‌کشد. برای خارج کردن تراشه‌ها نیازی به وارد کردن نیرو به قطعه کار نیست و نیروی دورانی خود مته کفا یت می‌کند. این مدل برای مته‌هایی است که با ابزار آلات دستی کار می‌کنند. لبه‌های محوری-شعاعی مته به وسیله مارپیچ‌های روی بدنه خود در هر چرخش تکه‌های باریک (با ابعاد برابر) را از ضخامت چوب برمی‌دارد. برای بیرون آوردن تراشه‌ها از درون سوراخ جفت شیارهای مته درون چوب باید به‌تنهایی عمل کند؛ یعنی شیار اول می‌تراشد و شیار دوم تراشه‌ها را به بیرون می‌بَرَد و برعکس.

لبه‌های مته دارای تیغه‌های تیز (آب‌داده) جهت برش بافت چوب است و لبه تیغه‌های انتهای سوراخ را مسطح می‌کند. در این تصویر نمونه بدون مار پیچ را مشاهده می‌کنید که ناهمواری‌ها را بر طرف می‌کند. مته می‌بایست در فواصل معین تراشه‌ها را بیرون بریزد.

مته‌های مرکز گرا برای تراشیدن ریز بافت‌های چوب مناسب نیستند. مارپیچ‌های مرکزی مته خورده‌های چوب را در مدت تراشیده شدن برای بیرون ریختن نگه می‌دارد و لبه‌های عریض شعاعی به سختی می‌توانند سر تا سر بافت چوب را تراش دهند. مته‌های مرکز گرا از استیل نسبتاً سخت ساخته می‌شوند و توانایی تیز شدن دوباره را دارد.

### متهٔ نمونه‌بردار

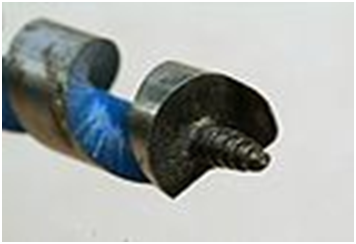
متهٔ نمونه‌بردار

عملکرد این نوع مته مانند مته‌های مرکز گرا می‌باشد با این تفاوت که به این نوع یک شیار مارپیچ عمیق و بلند جهت اثرگذاری مناسب بر روی نا همواری‌های سطحی اضافه می‌شود. این مته معمولاً به دو روش استفاده می‌شود مدل اول: نوک تیزشوندهٔ خودکار دو میله و دو لبه تیغه‌ای است. این لبه دارای یک جفت شیار است که ابتدای آن لبه تیغها استو تا چندین اینچ بالای مته جهت از بین بردن ضایعات ادامه پیدا می‌کند. این طرح توسط راسل جنینگز (Russell Jennings) گسترش یافت. مدل دوم شبیه مدل اول است، با این تفاوت که یکی از لبه‌های تراش‌دهنده دارای تنها یک شیار می‌باشد که فقط۲/۱روی میله مته کشیده می‌شود و بقیه شیارها تمام بدنه مته را در بر می‌گیرند. نوع دوم این مته می‌تواند فضای بیشتری را جهت بر طرف کردن ضا یعات آماده کند. "ضایعات کمتر- هزینه کمتر- ساخت بیشتر" این روش مته‌کاری در سال ۱۸۸۴ ابداع شد؛ و توسط چارلس ایرون اصلاح گردید. هر دو مدل این مته که به وسیلهٔ چندین کارخانهٔ صنعتی تولید می‌شود، از نیمهٔ قرن بیستم تاکنون سرچشمهٔ تولید و ابداع انواع بی‌شمارِ مته‌های صنعتی بوده‌است. ضخامت این مته در سایزهای دستی به‌طور معمول تنها با عدد تکی بیان می‌شود؛ برای مثال:
1. ۱۶"=۱۶"/۱۶=۱"

متهٔ نمایش‌داده‌شده در تصویر از نوع پیشرفته‌است که در دریل‌های دستی مورد استفاده قرار می‌گیرد. این مته در سال ۱۹۹۵ در کشور بریتانیا طراحی و ساخته شد که دارای تنها یک شیار و یک لبهٔ تیز شعاعی است. این مته‌ها در سایزهای "(۱۶/۳)۶ میلی‌متر تا "(۲)۳۰ میلی‌متر ساخته می‌شود و طول آن‌ها تا ۶۰۰ میلی‌متر (۲ فوت) موجود است.

این مته توانایی خود را در سوراخ‌های عمیق می‌تواند به نمایش بگذارد.

### مته گرد بر

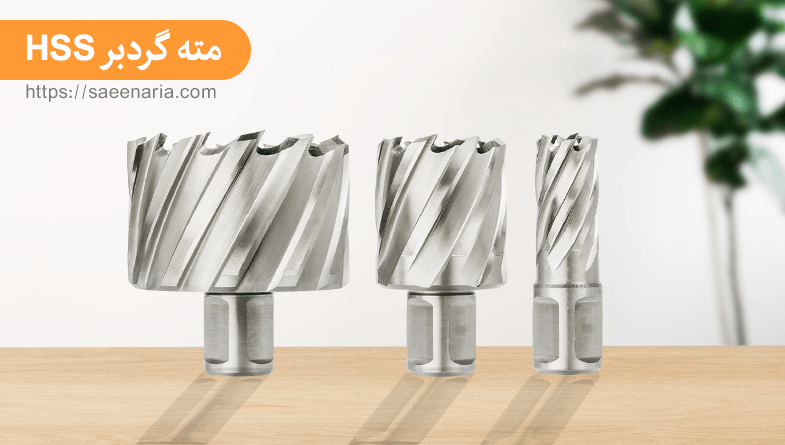
انواع مته گردبر در سایزهای مختلف

این نوع مته یکی از طرح‌های بسیار قدیمی است جهت سوراخ‌های ریز با ابزار آلات دستی (دریل برقی) روی چوب استفاده می‌شود. از سال ۱۸۵۰میلادی کمان مته‌ها دارای انواع طرح‌های مختلف جهت تراش بوده‌اند و هنوز بعضی از آن‌ها به سبک قدیم خود در حال تولیداند.

این نوع جهت کار با دریل‌های برقی روی چوب استفاده می‌شوند. این مته‌ها اغلب در ضخامت پایین‌تر از "(۴/۱) ۷میلیمتر استفاده می‌شوند. تیغه‌های این مته مانند مارپیچ‌های مخروطی عمل می‌کند و جهت طراحی بر روی چوب استفاده می‌شود و به‌طوری‌که فشار را مستقیم بر بافت چوب وارد می‌کند بدون اینکه لازم باشد که بافت چوب بریده شود. عمل تراشیده شدن بر روی پهن‌ترین قسمت چوب روی می‌دهد. اکثر مته‌ها اصلی ترن قسمت سوراخ را تراش می‌دهند ولی کمان مته‌ها پهنای عرضی سوراخ را می‌تراشند.

### ویژگی‌های مته‌های گردبر
- عدم محدودیت سوراخکاری از قطر 12 تا 100 میلی‌متر
- مقاوم و دارای استحکام خوب در برابر شکست با طول عمر بالا
- شروع سوراخکاری با دقت و پایداری عالی
- امکان سوراخکاری ورق‌های ضخیم با سرعت بالا
- با صرفه اقتصادی نسبت به مته‌های توپر با توجه به افزایش سرعت و تعداد تولیدات
- دارای سطح داخلی مخروطی و سطح دنباله کاملا پرداخت شده
- دارای سرعت بسیار بالا به دلیل فعال بودن تمامی دندانه ها در برش
- امکان تیز شدن مجدد برای مته‌های HSS
- سوراخکاری بر روی انواع فلزات آهنی ؛ آلیاژی و فلزات سخت مانند انواع فولاد ها ، آلومینیوم ، مس ، چدن، هاردوکس و استیل و …
- قابلیت نصب بر روی دریل‌های رادیال و ستونی و …
- قیمت بسیار مناسب، کیفیت بالا و طول عمر بیشتر نسبت به مته‌های توپر
- تولید مته‌های گردبر با آخرین تکنولوژی روز اروپا در برندهای مختلف
- سوراخکاری دقیق بدون نیاز به پیش مته در یک مرحله
- خنک کاری مته از داخل و بصورت اتومات
- سهولت خروج ضایعات پولکی شکل به بیرون بوسیله پین مشخص کننده مرکز سوراخ با قرار گیری بسیار دقیق آن در مرکز

### مته جا لولا زن

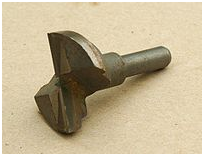
مته جا لولا زن ۳۰ میلی‌متری

کابینتهای بسیاری از آشپزخانه‌ها از نئوپان یا فیبرهای با چگالی متوسط (ام دی اف) با روکش‌های پلاستیکی چند لایه ساخته شده‌است. این نوع تخته‌های فشرده بسیار قوی نیستند، و پیچ‌های نگهدارنده لولاها را می‌توان به سادگی از آن‌ها بیرون کشید. با پیشرفت علم لولاهای خاصی به وجود آمدند به قطر ۳۰ میلی‌متر، که با ایجاد سوراخ درون نئوپان نصب می‌شوند. این یک محصول مناسب و نسبتاً قابل قبول در فشارهای مختلف است.

از مته فورستنر می‌توان برای ایجاد سوراخ جهت نصب لولا استفاده کرد، اما سوراخ کردن نئوپان و ام دی اف بسیار راحت است. نرمی ان باعث می‌شود لبه‌ها به راحتی پوشانده شوند. در جاهایی که استفاده از برش به وسیله تنگستن غیر عملی است می‌توان از مته‌های فورستنر استفاده کرد.

مته دارای لبه‌های از جنس کاربید تنگستن لحیم شده به یک بدنه‌ای فولادی است. نوک آن از لغزش‌های مته جلوگیری می‌کند.

### مته قابل تنظیم چوب
یک مته قابل تنظیم مناسب است برای استفاده دریک دریل کمانی یک مته قابل تنظیم چوب دارای یک مرکز هدایت مته مانند با یک لبهٔ برشی قابل تنظیم سوار شده بالای آن. معمولاً شامل یک نقطه‌ای تیزبرنده دریک سمت آن با یک پیچ تنظیم برای قفل کردن چاقو در محل خوداست. هنگامی که مرکز برش روی مته سوراخ کوچکی را ایجاد کرد و مقداری فرورفت در این هنگام لبه برش بیرونی سوراخ بزرگتر را ایجاد می‌کند.
این نوع مزیت برای یک مته برای ایجاد سوراخ‌های گوناگون است ومی توان یک سوراخ را به اندازه‌های مختلف درآورد حتی بهتر از مته‌های باسایز غیراستاندارد. معمولاً برای تنظیم دقیق سایز مته از یک خط‌کش یا کولیس استفاده می‌شود. این مته ترکیبی از دو نوع مته مختلف است که طراحی آن برای سرعت پایین و بازده مکانیکی بالا با دریل‌های دستی یا کمانی است (عکس سمت راست) یابرای سرعت بالا و قدرت کم برای دریل‌های قوی است با این شکل لبه‌های برش در هردو مختلف است ویک نوع چرخش پیچی در هر دو به عنوان راهبرمته استفاده شده‌است در عین حال روش‌ها و تنظیمات مختلفی برای هریک وجود دارد.

### مته سال سنج یا مته رویش سنج یا مته نمونه برداری از تنه درخت (increment borer)
از این مته برای تعیین سن درخت بدون بریدن و تخریب آن و به منظور آسیب کمتر استفاده می‌شود. بدین ترتیب که مته را از یک قسمت از تنه درخت که بیشترین قطر را داشته وارد کرده و تا مرکز درخت فرو می‌برند تا نمونه‌ای از آن تهیه کنند. سپس نمونه برداشته شده را از نظر حلقه‌های رشد سالانه مورد مطالعه قرار می‌دهند. طول مته باید حداقل هفتاد و پنج درصد کمتر از قطر درخت باشد. نمونه گرفته شده باید حاوی مغز درخت باشد تا به وسیله آن بتوان سن درخت را اندازه گرفت.

## مته‌های دیگر مواد

### سوراخ‌کاری با مته الماس
مته الماس مخصوص مصالح ساختمانی یک نوع متهٔ مرکب است. طراحی آن طوری صورت گرفته‌است که کار آن شبیه یک ماشین جاره صاف کن و مته است. این مته شامل پوستهٔ فولادی با نوک اضافه شده الماس در یک قالب فلزی است. این مته‌ها معمولاً با سرعت پایین استفاده می‌شوند.

### متهٔ سوراخ‌کاری مصالح ساختمانی

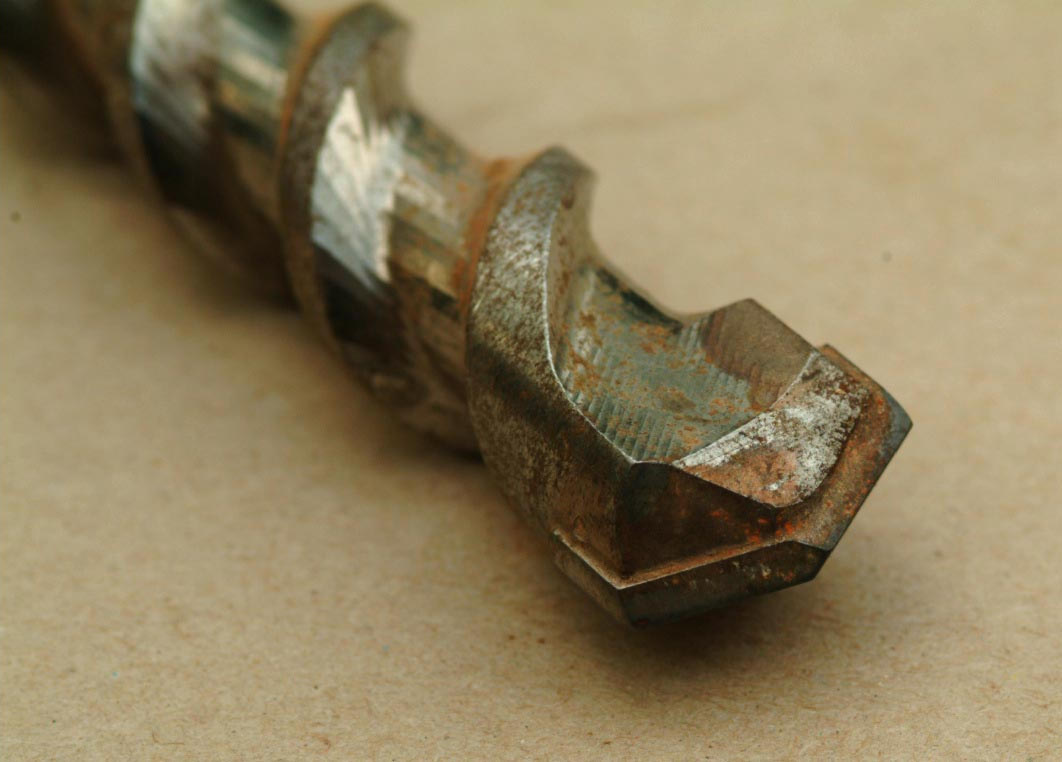
متهٔ الماسهٔ نشان‌داده‌شده در شکل، یکی از انواع مته‌های دولبه است. قسمت عمدهٔ مواد تشکیل‌دهندهٔ آن از فولادِ نرم است که با ماشین‌کاری و نوردکاری به این شکل درآمده‌است. در نوک مته برای افزایش کارایی و مقاومت بیشتر از کاربید تنگستن استفاده شده که با لحیم‌کاری به نوک مته متصل است. مته‌های الماسه اغلب اوقات با دریلهای چکشی استفاده می‌شوند. مته با هر دو حالت چرخشی و ضربه‌ای به درون کار فرومی‌رود. ضربه‌های چکش باعث پیشروی بهتر مته می‌شود. شیارهای اطراف مته کار حمل مواد برداشته شده توسط مته به بیرون را دارد. چرخش مته به همراه ضربه‌های چکش باعث فرورفتن آرام مته درون کار می‌شود. درساخت بدنه این مته از مواد خاصی به نام SDS استفاده می‌شود.

### مته سوراخ ساب
مته سوراخ ساب با دندانه‌های موازی و ریز خود با گردش دورانی به سوراخ شکل مناسب را می‌دهد. از این نوع مته‌ها برای چوب، فلز و دیگر مواد استفاده می‌شود.

### مته‌های سوراخ‌کاری فیبر مدار چاپی
به علت اینکه این نوع مته‌ها در سرعت‌های بسیار بالا (۳۰۰۰۰ تا ۱۰۰۰۰۰ دور بر دقیقه حتی بیشتر) استفاده می‌شوند. اندازه کوچک آنها، شکنندگی مواد تشکیل دهنده، کوچک‌ترین لرزش دست اپراتور باعث شکستگی آن و چه بسا برخورد غیر مترقبه با اجسام اطراف شود. به علت طبیعت نازک و حساس آن‌ها این مته‌ها را نمی‌توان با دریل‌های دستی و حتی با دریل‌های پیشرفته معمولی پرسی با دور دوران بسیار کم ولی با سه نظام بسیار لنگ استفاده کرد؛ زیرا باعث شکستن مته‌ها خواهد شد.
استفاده از تیزکننده‌ها، و آسان در دسترس بودن دریل‌های PCB با سرعت گردش بسیار بالا (همانند ابزار moto توسط dermal) در دریل‌های ایستاده و ثابت دارای سابقه استفاده تاریخی در گفتگوهای محاوره‌ای و شبیه‌سازی در آزمایشگاه‌های خانگی PCB است. اگر این مته‌ها برای دیگر مواد استفاده شوند باید از نظر سرعت برش و مقاومت مواد به برش (سختی)، زاویه شیب لبه، پیش‌بینی جلوبرندگی در یک دور، همگی در طراحی مته‌های ماشین‌کاری با سرعت بالا برای کار بر روی سطح نسبتاً ترد پشم شیشه (فایبر گلاس) مورد نظر قرار می‌گیرند. نمونه‌ای از این مته‌ها در شکل با قابی سبز رنگ نشان داده شده‌است.

### مته‌های سیم کشی

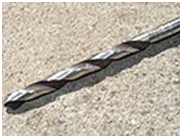
نمای بسته‌ای از یک مته ی۳/۸ اینچ (۹ میلی‌متر)

این نوع مته‌ها گونه‌ای از انواع مته‌های هستند که با دریل‌های دستی قابل حمل استفاده می‌شوند. آن‌ها همچنین با نام مته‌های bell-hanger یا تمام‌کننده شناخته می‌شوند. نشانه مشخصه این نوع مته، ایجاد یک خط مورب بودن درون سوراخ و در سرتاسر آن در قطعه کار و نزدیک نوک آن است. یک مرتبه سوراخ‌کاری با این مته درون دیوار، یک سیم می‌توان به همراه آن رد کرد که درون سوراخ قرار گیرد. به صورتی که هنگام بیرون آوردن مته از سوراخ سیم در سوراخ باقی بماند. بعداً از این سیم می‌توان برای کشیدن و رد کردن کابل یا لوله از درون دیوار کمک گرفت. این مته در جاهایی که دیوار دارای فضای خالی زیادی است و همچنین در فضایی که سیم‌کشی سخت است کمک بسیار زیادی می‌کند. برخی از انواع مته‌های سیم‌کشی دارای سوراخ عرضی در انتهای دسته مته هستند. از درون سوراخ ایجاد شده در انتهای دسته مته می‌توان سیمی را عبور داد که پس از سوراخ‌کاری با باز کردن مته از سه‌نظام آن را به همراه سیم از آنطرف سوراخ کشید. سینکلر اسمیت از بخش بروکلین، نیو یورک این اختراع را در تاریخ ۲۵ ژانویه ۱۸۹۸ با شماره ثبت اختراع ۵۹۷٫۷۵۰ در آمریکا ثبت کرد.

مته‌های سیم کش از مواد مختلف و اشکال مختلف برای سوراخ کاری چوب، مصالح ساختمانی و فلزات ساخته می‌شوند.

برخی از انواع مته‌های سیم کش در آمریکا دارای یک شفت مکمل ثابت خیلی بلند تا ۷۲ اینچ (۱٫۸ متر) با یک مته کوچک در انتهای آن است. در ساخت شفت به جای استفاده از فولاد خشکه از فولاد فنری استفاده می‌شود. همچین این کار از شکستن مته جلوگیری می‌کند. این کار منحصر به فرد باعث خمیده شدن مته درون دیوار می‌شود. برای مثال برای سوراخ کاری و از بین بردن زائده‌های میلگردها درون بتن در قالب بدون نیاز به خارج کردن مواد درونی آن از روی دیوار استفاده می‌شود. این مته‌ها معمولاً به همراه ابزارهای خاصی برای نشانه‌گیری و ثابت کردن مته برای رسیدن به محل و زاویه دلخواه به کار برده می‌شوند. اگر چه این کار به همراه مشکلاتی برای اپراتور در همگام سوراخ کاری ثابت به همراه است. گوناگونی و انعطاف‌پذیری مته‌های سیم کش به‌طور معمول در اروپا دیده نمی‌شود.

### متهٔ حفاری چاه

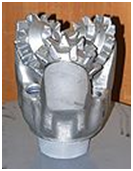
متهٔ حفاری چاه

## نگارخانه

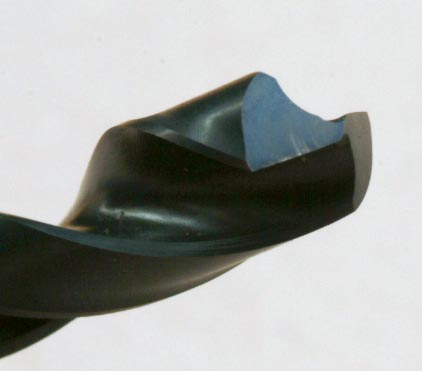
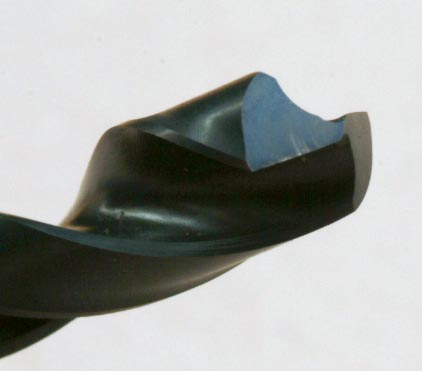
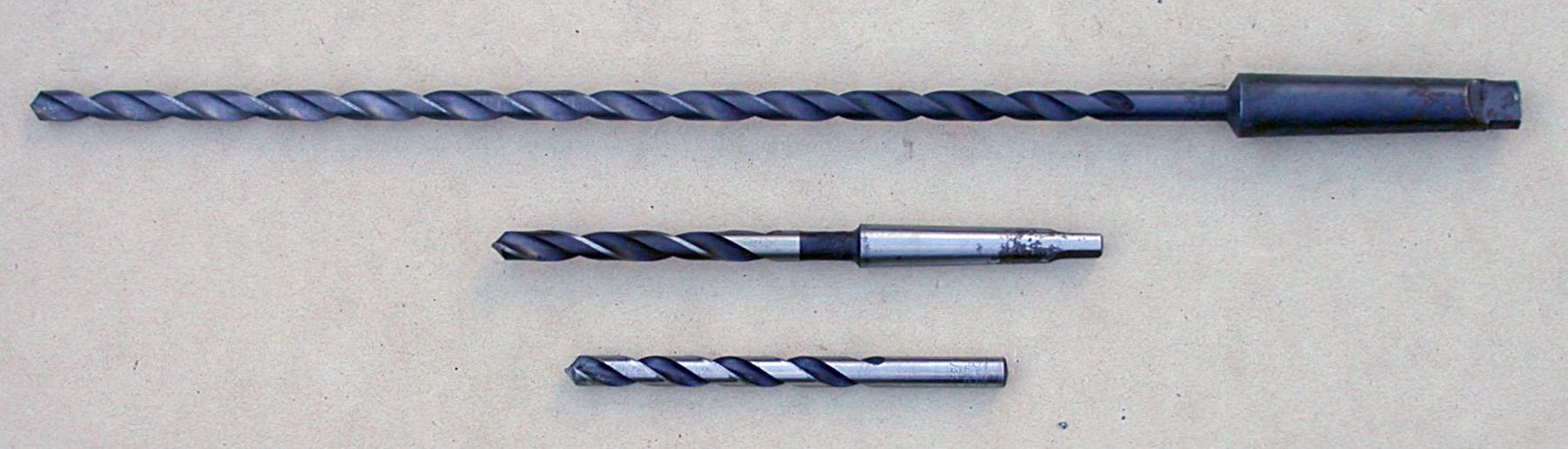